# Weimann Jakab
Weimann Jakab (Szeged, 1869. november 29. – párizsi gyorsvonaton, 1912. február 12.) magyar gyógyszerész, újságíró, pilóta

## Előzmények

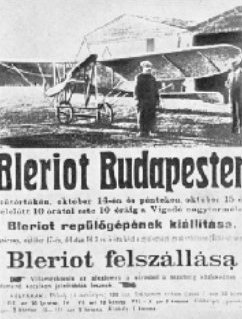
Louis Blériot budapesti bemutatójának korabeli plakátja 1909

A későbbi aviatikust 1869. november 29-én jegyezték be a szegedi anyakönyvbe Weimann Móricz cipész második gyermekeként. Jakab életútja a gyógyszerészettől az újságírásig ívelt, amikor Kulinyi Zsigmond, a Szegedi Napló felelős szerkesztőjének ajánlásával Londonba került.
Louis Blériot francia mérnök, a repülés egyik úttörője, 1909. július 25-én Calais és Dover között átrepülte a La Manche-csatorna feletti 37 km-es távolságot, majd ugyanezen év október 17-én Magyarországon is bemutatót tartott. A szegedi Weimann Jakab ekkor eljegyezte magát a még csak születőben lévő repüléssel. Weinmann, a debreceni Horog Jánossal együtt – egyedüli magyarokként – Blériot iskolájában tanulhattak.

## A kezdetek
Blériot és a repülés ekkor már teljesen magával ragadta, így otthagyva a gyógyszerészeti munkát, egy Londonhoz közeli hangárban vállalt munkát, csak közelebb lehessen a levegő úttörőjéhez. Rendszeresen küldött tudósításokat Szegedre, így az 1912. február 12-i Délmagyarország mint a „világ leghíresebb aviatikusa”-ként cikkezett róla.
Néhány évvel később Weimann az akkori világ leghíresebb és legnagyobb francia repülőiskolájában német, angol és francia katonatisztekkel együtt ismerkedett meg a repüléssel. Bár az iskola szinte minden anyagi lehetőségét kimerítette, mégis rendületlenül tanult tovább. Egy szegedi befolyásos ismerősét kérte csak meg levelében, hogy járjon közbe a városi tanácsnál egy 5000 koronás ösztöndíjért, melyért cserébe visszatérve a városba a repülőbemutatókat és oktatásokat kínált. Ugyan kérvényét a szegedi városvezetés elutasította, ő mégis tovább folytatta tanulmányait. Franciaországban mint angol állampolgár tartózkodott, de mégis büszkén hirdette magyarságát, szegedi születését.

## Együttműködése Blériot-val

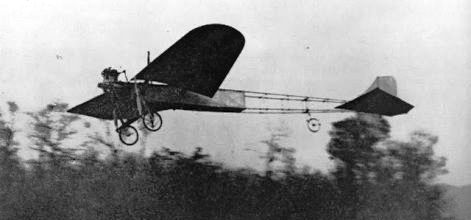
Weimann Jakab pilóta repülőgépe

Barátaival és a magyar újságokba küldött levelezéseiből kiderül, hogy tehetsége hamar feltűnt Blériot-nak olyannyira, hogy maga a mester küldte őt előbb olaszországi, majd amerikai körutakra, ahol a repülőiskolát népszerűsítette.
Weimann ekkor már magassági rekorddal is kísérletezett, melyet a kor kiforratlan technikája és a sötétedés miatt nem sikerült megrepülnie, azonban még így is 1800 méteres magasságba emelkedve kivívta a nemzetközi sajtó figyelmét, ahol már „híres magyar aviatikus”-ként emlegették.

## Amerikában
Amerikába érkezve szinte az első bemutató repülésén, New Yorkban, egy technikai probléma miatt lezuhant. Ugyan túlélte a balesetet, mégis ekkor merült fel benne a visszavonulás gondolata. Közben folyamatosan levelezett a szegedi elöljárókkal, kérve a Szeged anyagi segítségét, melyet végül a városi tanács – értesülve a világsajtóból a szegedi repülős híréről – megítélt számára. Weimann személyesen kívánta átvenni az 5000 koronás ösztöndíjat, ezért zsebében egy levéllel – amit Blériot személyesen írt a városi tanácsnak – Párizsból Budapestre indult. Sajnálatos módon azonban sohasem érkezett meg, mert a párizsi gyorsvonaton, 1912. február 12-én, egy zárt kupéban holtan találták. Halálának okaként szívszélhűdést állapítottak meg, ami nagy valószínűséggel az akkor 43 éves aviatikus amerikai balesetének későbbi következménye lehetett.